# Judy Amooreová
Judith Florence Amooreová (* 25. června 1940) je bývalá australská atletka. Narodila se v Melbourne ve Victorii. Na letních olympijských hrách v roce 1964 v Tokiu získala bronzovou medaili na 400 metrů, když ji porazila pouze Betty Cuthbertová (zlatá) a Ann Elizabeth Packerová (stříbrná). V roce 1966 na hrách v Kingstonu na Jamajce vyhrála závod na 440 yardů, stříbrnou medaili získala na 880 yardů a v závodě na 220 yardů byla čtvrtá.